# Arsenio González
Arsenio González Gutiérrez (Yudego, 9 maart 1960) is een voormalig beroepswielrenner uit Spanje. Hij was een knecht in het hooggebergte van zowel Tony Rominger bij CLAS-Cajastur, als van Fernando Escartin in de beginjaren van de Mapei-ploeg van Alvaro Crespi.

## Belangrijkste overwinningen
1983
- 5e etappe deel b Ronde van Cantabrië

1988
- 5e etappe Ronde van Catalonië

1996
- Circuito de Getxo

## Resultaten in voornaamste wedstrijden
| Jaar | Ronde van Italië | Ronde van Frankrijk | Ronde van Spanje |
| ---- | ---------------- | ------------------- | ---------------- |
| 1983 |                  |                     | 33e              |
| 1984 |                  |                     | 50e              |
| 1985 |                  |                     | 35e              |
| 1986 |                  |                     | 43e              |
| 1987 |                  |                     |                  |
| 1988 |                  | 97e                 |                  |
| 1989 |                  |                     |                  |
| 1990 |                  |                     |                  |
| 1991 |                  |                     | 52e              |
| 1992 |                  | 20e                 | 24e              |
| 1993 |                  | opgave              | 23e              |
| 1994 |                  | 40e                 | 24e              |
| 1995 | 21e              | 23e                 |                  |
| 1996 |                  | 24e                 | 36e              |
| 1997 | 52e              | opgave              | 47e              |
| 1998 | 55e              |                     | 31e              |

| Jaar |  | WK op de weg |
| ---- |  | ------------ |
| 1992 |  | 31e          |